# مارتین راستل
مارتین راستل (انگلیسی: Martin Rittsel؛ زادهٔ ۲۸ مارس ۱۹۷۱ ‏(۵۳ سال)) دوچرخه‌سوار اهل سوئد است.